# Hexolobodon phenax
La jutía impostor (Hexolobodon phenax) es una especie extinta de roedor esciuromorfo de la familia Sciuridae, y el único miembro del género Hexolobdon.

## Distribución geográfica
Se encontraba en República Dominicana y Haití.